# Bust Your Windows
"Bust Your Windows" är en låt av Jazmine Sullivan från albumet Fearless som släpptes den 16 september 2008. Låten är skriven av Sullivan själv och Salaam Remi och  har genren R&B och soul och pop.